# زكريا تشاندلر
كان زكريا تي. تشاندلر (10 ديسمبر، 1813 – 1 نوفمبر، 1879) رجل أعمال أمريكي، وسياسي، وواحد من مؤسسي الحزب الجمهوري، الذي سيطر على جناحه الراديكالي بصفته ساعيًا لإلغاء العبودية مدى الحياة. كان عمدةً لديترويت، وعضو مجلس الشيوخ عن ولاية ميشيغان لأربع فترات، ووزير الداخلية في عهد الرئيس يوليسيس جرانت.
دعم تشاندلر السكك الحديدية تحت الأرض بصفته رجل أعمال شاب ناجح في ديترويت. في الحرب العالمية، أيّد الجهود المتحدة في الحرب، وإلغاء العبودية، والحقوق المدنية للأمريكيين الأفارقة المحررين. استأصل تشاندلر فسادًا كبيرًا في مكتب الشؤون الهندية بصفته وزيرًا للداخلية، وأيّد بشكل كامل مبادرة الرئيس جرانت لسياسة السلام من أجل تمدين القبائل الأمريكية الهندية. في عام 1879، أُعيد انتخابه عضوًا في مجلس الشيوخ الأمريكي، وكان مرشحًا محتملًا للرئاسة، لكنه توفي في الصباح التالي بعد إلقائه لخطاب في شيكاغو.

## نشأته ومسيرته المهنية
ولد زكريا تشاندلر في بيدفورد، نيو هامبشر في 10 ديسمبر عام 1813. والده صامويل تشاندلر، ووالدته مارغريت أور. وبتتبع الخط الأبوي بالكامل، فقد كان صامويل تشاندلر سليلًا لويليام تشاندلر الذي هاجر إلى روكسبيري، ماساتشوستس من إنجلترا في عام 1637. وعن طريق هذا الخط أيضًا، فقط كان الجيل التاسع من عائلته المولودة في أمريكا. كانت مارغريت أور الابنة الكبرى للضابط العسكري الكولونيل جون أور. تلقى تشاندلر تعليمه في المدارس المشتركة. قرر عدم الالتحاق بالكلية عندما تخرج، وانتقل تشاندلر غربًا إلى ديترويت في عام 1833، في الوقت الذي كانت فيه عاصمةً لإقليم ميشيغان. في ديترويت، فتح تشاندلر متجرًا عامًا، وأصبح واحدًا من أغنى الرجال في ولاية ميشيغان عن طريق التجارة، والعمليات المصرفية، والمضاربة العقارية.

## زواجه وعائلته
في 10 ديسمبر عام 1844، تزوج تشاندلر من ليتيشا غرايس دوغلاس، وهي بالتيمورية الأصل انتقلت إلى نيويورك. عاشت ليتيشا، المضيفة الاجتماعية، في واشنطن خلال فصل الشتاء طوال مسيرة تشاندلر المهنية. كان لتشاندلر وليتيشا ابنة واحدة، وهي ماري دوغلاس تشاندلر، التي تزوجت من يوجين ويليام العضو في مجلس الشيوخ الأمريكي عن ولاية مين. تضمن أحفاد تشاندلر وليتيشا كل من فريدريك ويليام، الذي انتُخب عضوًا في مجلس الشيوخ الأمريكي في ولاية مين، وتشاندلر هيل، الذي عمل دبلوماسيًا أمريكيًا في روما. توفيت ليتيشا في 19 فبراير عام 1899، والتي كانت معروفة بامتلاكها «مزاجًا لطيفًا ودمثًا» وكانت «محبوبةً كثيرًا».

## مسيرته المهنية السياسية
عارض تشاندلر العبودية منذ أن كان شابًا، وأمل في أن يتمكن حزب اليمين الشمالي من إيقاف سلطة العبيد الجنوبية من نشر العبودية في المقاطعات الغربية. دعم تشاندلر السكك الحديدية تحت الأرض في ديترويت ماليًا، والتي ساعدت في أن يجد العبيد الهاربون أو الفاروّن ملاذًا آمنًا.
بدأ تشاندلر في عام 1848 مسيرته المهنية السياسية عن طريق إلقاء خطابات الحملة الانتخابية للمرشح الرئاسي من حزب اليمين زكاري تايلور. في عام 1851، انتُخب تشاندلر عمدة لديترويت، وعمل في هذا المنصب لمدة عام. في عام 1952، كان تشاندلر المرشح لمنصب حاكم ميشيغان من حزب اليمين، لكنه هُزم. بعد أن حصلت كانساس على الدعم لتكون ولاية حرة من دون عبودية، وقّع تشاندلر مذكرة شُكِّل على أساسها الحزب الجمهوري في 6 يوليو عام 1854. في عام 1856، كان تشاندلر مفوضًا في المؤتمر الوطني الأول للحزب الجمهوري في بيتسبرغ، بنسلفانيا، وكان عضوًا في اللجنة الوطنية الجمهورية. رشّح المؤتمر الجمهوري في ذلك العام جون سي. فيرمونت الذي كان معروفًا بالمستكشف للرئاسة، والذي دعم لتطهير كانساس من عبودية الأمريكيون الأفارقة، وعارض إلغاء تسوية ميزوري. كان تشاندلر معروفًا بمثابة واحد من الجمهوريين الراديكاليين الذين ضغطوا من أجل إلحاق عقاب قاسٍ بالمتمردين السابقين، وحريات أكبر للأمريكيين الافارقة. صرّح بعد الحرب بغضب أنّ «كل رجل قتل، وسرق، وسمّم كان ديموقراطيًا».

## روابط خارجية
- زكريا تشاندلر على موقع الموسوعة البريطانية (الإنجليزية)